# Флауертаун (Пенсилванија)
Флауертаун (енгл. Flourtown) насељено је место без административног статуса у америчкој савезној држави Пенсилванија.

## Демографија
По попису из 2010. године број становника је 4.538, што је 131 (-2,8%) становника мање него 2000. године.
| Група             | 2000.         | 2010.         |
| Белци             | 4.359 (93,4%) | 4.054 (89,3%) |
| Афроамериканци    | 154 (3,3%)    | 242 (5,3%)    |
| Азијати           | 86 (1,8%)     | 96 (2,1%)     |
| Хиспаноамериканци | 32 (0,7%)     | 83 (1,8%)     |
| Укупно            | 4.669         | 4.538         |